# Вадимово
Вади́мово — село в Благовещенском районе Амурской области, Россия.
Входит в Чигиринский сельсовет.

## География
Село Вадимово стоит на левом берегу реки Амур, примерно в 25 км выше областного центра города Благовещенск.
Дорога к селу Вадимово идёт на запад от территории аэропорта города Благовещенск, расстояние — около 4 км.

## Население
| 2002 | 2010 | 2012 | 2014 | 2015 | 2016 | 2017 |
| ---- | ---- | ---- | ---- | ---- | ---- | ---- |
| 3    | ↘0   | →0   | ↗3   | →3   | ↗5   | ↘3   |
| 2018 |      |      |      |      |      |      |
| ↘2   |      |      |      |      |      |      |

## Инфраструктура
- Российско-китайская граница
- Пограничная застава